# Rafael Zuviría
Rafael Zuviría   (Santa Fe, 10 de gener de 1951) fou un futbolista argentí de la dècada de 1970.
Jugava a la posició de defensa i era conegut amb el sobrenom de Torito (petit brau). Començà als clubs locals Potreros de Barrio Barranquitas i Cavas de Barrio Los Hornos. Posteriorment jugà a Unión de Santa Fe, on jugà a la davantera amb Roberto Larguirucho Martínez i Héctor Scotta, i més tard a Argentinos Juniors (de 1971 a 1973).
El 1973 ingressà a la lliga espanyola, jugant a Racing de Santander. El 1977 fitxà pel Futbol Club Barcelona, hi romangué durant cinc temporades. Al club blaugrana jugà amb homes com Carles Rexach, Bernd Schuster, Johan Neeskens i Johan Cruyff. Començà jugant com a extrem esquerre, passant a jugar al lateral dret. A la Recopa d'Europa de 1978-79 fou l'autor d'un gol decisiu davant el club belga RSC Anderlecht. Va ser suplent a la final de la Recopa de 1982, que el Barça va guanyar a l'Standard de Lieja per 2-1 al Camp Nou.
Posteriorment jugà al RCD Mallorca i a Defensores de Belgrano, a l'Argentina.

## Palmarès
FC Barcelona
- Copa del Rei:
  - 1977-78, 1980-81
- Recopa d'Europa de futbol:
  - 1978-79, 1981-82